# Madagasikara
Madagasikara is een geslacht van slakkensoort uit de familie van de Pachychilidae.
De soorten van het geslacht leven in zoet water en zijn allen endemisch in Madagaskar.

## Taxonomie
De wetenschappelijke naam van het geslacht werd voor het eerst geldig gepubliceerd in 2010 door Köhler & Glaubrecht. Een synoniem is Melanatria Bowdich, 1822, maar dit werd beschouwd als een nomen dubium.
De naam Madagasikara is Malagassisch voor Madagaskar.

### Soorten
Het geslacht telt 6 soorten:
- Madagasikara johnsoni
- Madagasikara madagascariensis
- Madagasikara spinosa
- Madagasikara vazimba
- Madagasikara vivipara
- Madagasikara zazavavindrano